# Ceraon pix
Ceraon pix är en insektsart som beskrevs av Ian Kitching 1976. Ceraon pix ingår i släktet Ceraon och familjen hornstritar. Inga underarter finns listade i Catalogue of Life.